# لوزوویک، یاگودینا
لوزوویک (به صربی: Lozovik) یک روستا در صربستان است که در ناحیه پوموراولیه واقع شده‌است.
 لوزوویک  ۳۲۸ نفر جمعیت دارد.